# Poix-de-Picardie

Poix-de-Picardie este o comună în departamentul Somme, Franța. În 1 ianuarie 2022 avea o populație de 2.293 de locuitori.